# Bauhinia gilesii
Bauhinia gilesii là một loài thực vật có hoa trong họ Đậu. Loài này được F.Muell. & Bailey miêu tả khoa học đầu tiên.